# Mellionnec
 Mellionnec  (en bretón Melioneg) es una población y comuna francesa, situada en la región de Bretaña, departamento de Côtes-d'Armor, en el distrito de Guingamp y cantón de Gouarec.

## Demografía
| 1 120 | 1 163 | 1 168 | 1 154 | 1 255 | 1 193 | 1 234 | 1 188 | 1 210 | 1 143 | 1 104 | 1 093 | 1 117 | 1 261 | 1 200 | 1 227 | 1 252 | 1 322 | 1 411 | 1 418 | 1 407 | 1 437 | 1 335 | 1 179 | 1 148 | 970 | 889 | 749 | 628 | 567 | 420 | 441 | 413 |
| Para los censos de 1962 a 1999 la población legal corresponde a la población sin duplicidades (Fuente: INSEE [Consultar]) |       |       |       |       |       |       |       |       |       |       |       |       |       |       |       |       |       |       |       |       |       |       |       |       |     |     |     |     |     |     |     |     |